# Marie-Louise Hendrickx
Marie-Louise Hendrickx, artiestennaam van Mia Vermeulen (Antwerpen, 26 augustus 1921), is een Belgisch sopraan.
Ze kreeg van 1939 tot 1942 haar opleiding aan het Koninklijk Conservatorium Antwerpen. Een jaar later maakte ze haar debuut bij de Koninklijke Vlaamse Opera in Antwerpen in de rol van Michaëla in Carmen van Georges Bizet. Ze sloot zich in 1944 aan bij het gezelschap van de Vlaamse Opera en bleef daar tot 1949. Aansluitend was ze te horen bij het gezelschap van de Koninklijke Muntschouwburg. Ze keerde na die periode weer terug naar Antwerpen en zou daar tot in de jaren zeventig zingen, met af en toe een gastoptredens binnen West-Europa. Ze zong daarbij regelmatig in Belgische premières van Belgische en buitenlandse opera's.
Bij haar terugkomst in Antwerpen begon ze ook aan een lange loopbaan als zangpedagoge bij het Koninklijk Conservatorium Antwerpen. Haar stem is bewaard gebleven in een beperkt aantal opnamen, waaronder een van Peter Benoits De Schelde.
In 1956 zong ze in het kader van het Nederlands-Belgische Cultuur Akkoord in Gebouw voor Kunsten en Wetenschappen te Den Haag met de Opera van Gent Beatrijs van Ignace Lilien.
- Library of Congress Control Number: no89016888
- MusicBrainz: 97f9d1e3-47a2-4b58-8333-f27e8883a264
- Virtual International Authority File: 70946497
- WorldCat: E39PBJdx6vyBCJ97Dfxj6qxdQq